# Massetognathus
Massetognathus is een geslacht van uitgestorven plantenetende cynodonten en behoorde tot de familie Traversodontidae. Dit geslacht leefde tijdens het Midden-Trias in Zuid-Amerika (Brazilië en Argentinië). Er zijn twee soorten beschreven, M. ochagaviae en M. pascuali.
Massetognathus was ongeveer 50 cm lang en circa 10 kg zwaar. Dit dier had verlengde hoektanden die geschikt waren om planten te kauwen. Massetognathus had verder een lange snuit, geklauwde voeten, een lange staart en wellicht was dit 'zoogdierreptiel' behaard.